# Echium bethencourtii
Echium bethencourtii är en strävbladig växtart som beskrevs av A. Santos. Echium bethencourtii ingår i släktet snokörter, och familjen strävbladiga växter. Inga underarter finns listade i Catalogue of Life.